# Гайніх (національний парк)
Національний парк Гайніх (нім. Nationalpark Hainich), заснований 31 грудня 1997 року, є 13-м національним парком у Німеччині та єдиним у Тюрингії. Одним із головних завдань парку є охорона стародавнього букового лісу. У 2011 році парк було додано до списку Світової спадщини стародавніх і пралісів Карпат та інших регіонів Європи через його свідчення про екологічну історію бука та динаміку лісів у Європі з останнього льодовикового періоду.

## Географія
Парк, площею 75 км2 (29 миля2), розташований у західній частині німецької землі Тюрингія, на схід від річки Верра, і є частиною більшого природного парку Айхсфельд-Гайніх-Верраталь. Займає значну частину трикутної території між містами Айзенах, Мюльгаузен та Бад-Лангензальца. Національний парк південної частини приблизно 160 км2 (62 миля2) Гайніх, найбільший суцільний листяний ліс у Німеччині.

## Біорізноманіття
Тварини. Серед тварин парку — дикі кішки, 15 видів кажанів, 7 видів дятлів і понад 500 видів мокриць. Гриби. На сьогоднішній день у національному парку зареєстровано понад 1600 видів грибів, й очікується, що загальна кількість, включаючи види, що утворюють лишайники, перевищить 3000. Близько 300 із уже зареєстрованих грибів перебувають під загрозою зникнення або навіть під загрозою зникнення. Деякі з них не зустрічаються більше ніде в Тюрингії або надзвичайно рідкісні в Німеччині в цілому, і їх охорона є відповідальністю національного парку. Рослини. У національному парку зареєстровано близько 900 видів рослин. У лісових угрупованнях домінує бук звичайний, із додатковими популяціями ясенів, грабів, лип і кленів. Особливо вражають білоцвіт весняний та ряст, підліски звичайні, фіалка лісова, анемона, анемона жовтецева, черемша та лілія.

## Захист екосистеми
Метою Національного парку Гайніх є відновлення великої частини центральноєвропейських лісів до первісного стану. Парк охоплює територію, яка раніше використовувалася для військових навчань, налічує близько 50 км2 (19 миля2) листяного лісу. У майбутньому буковий ліс має розростатися на більшу частину території парку.

## Фотогалерея

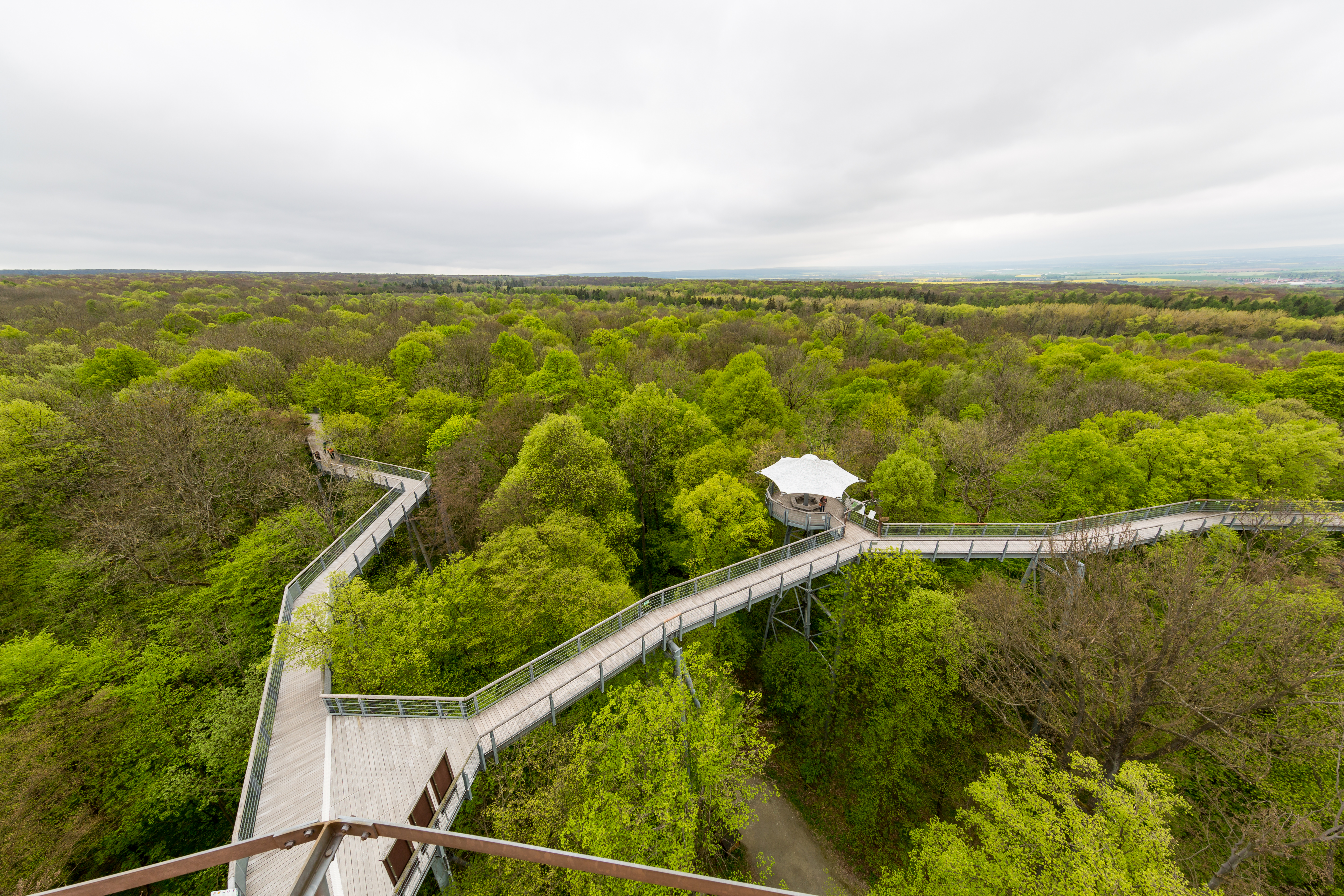
Підвісна доріжка
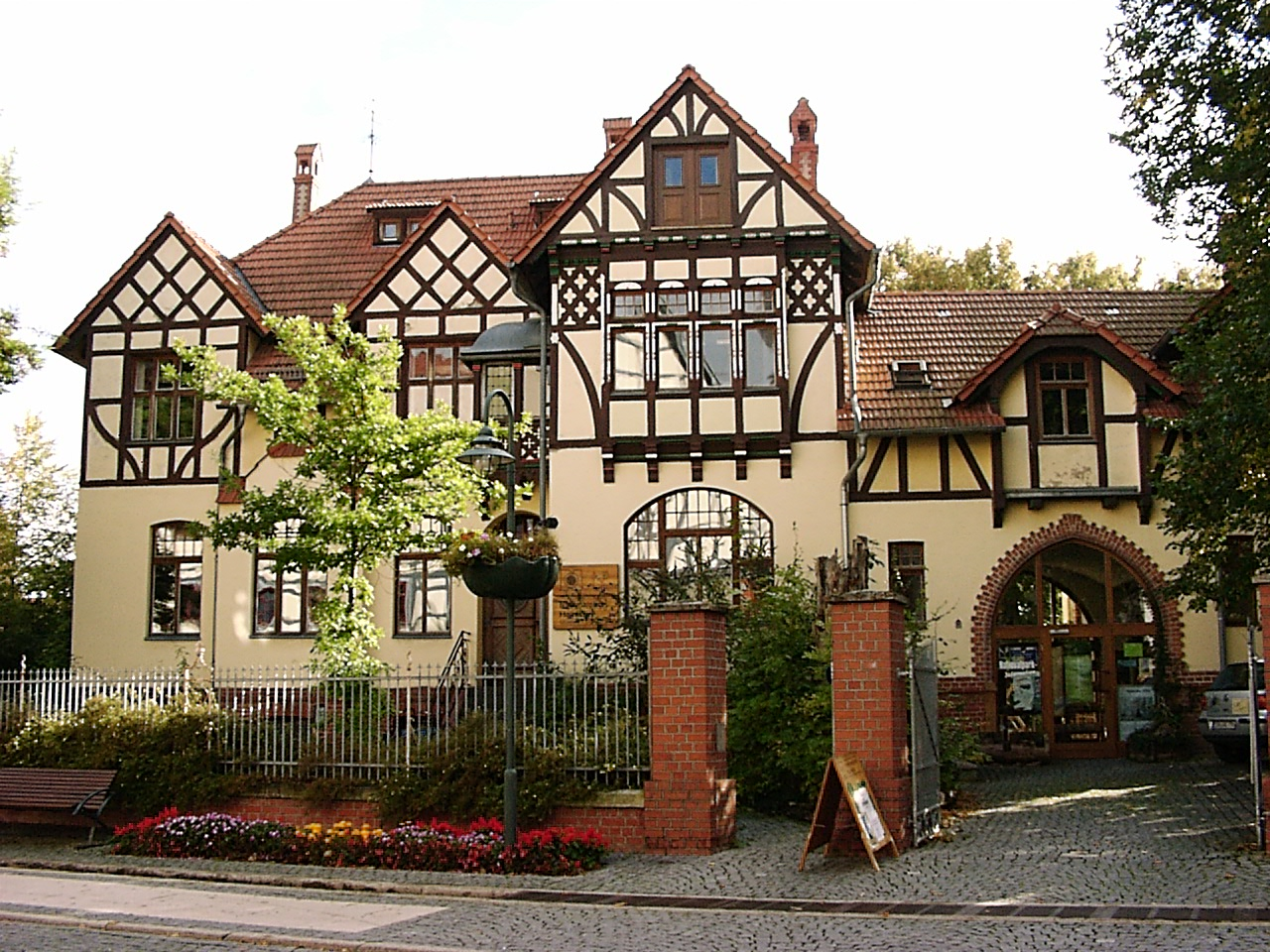
Візит-центр у Бад-Лангензальца
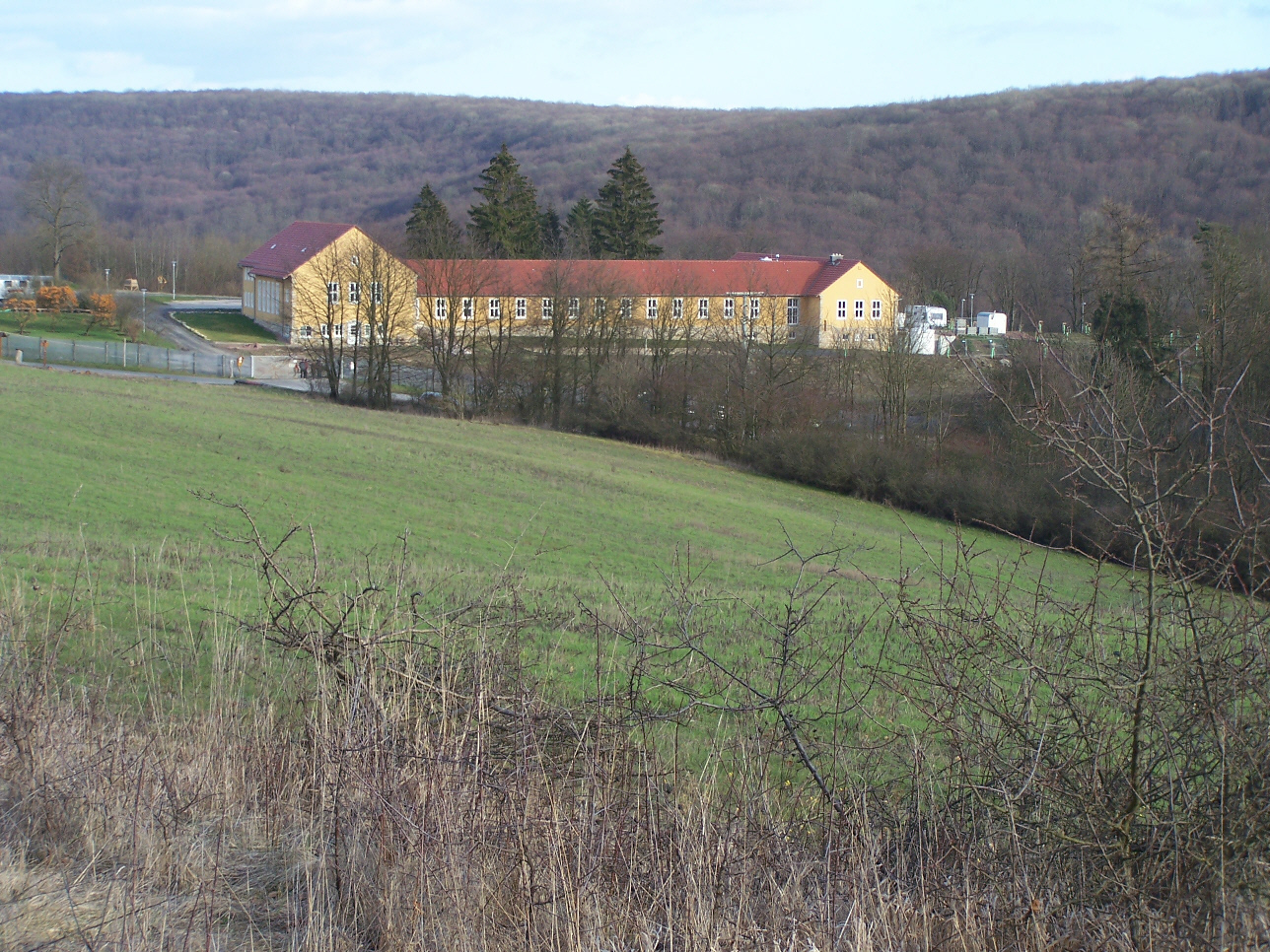
Молодіжний хостел на Гарсберзі
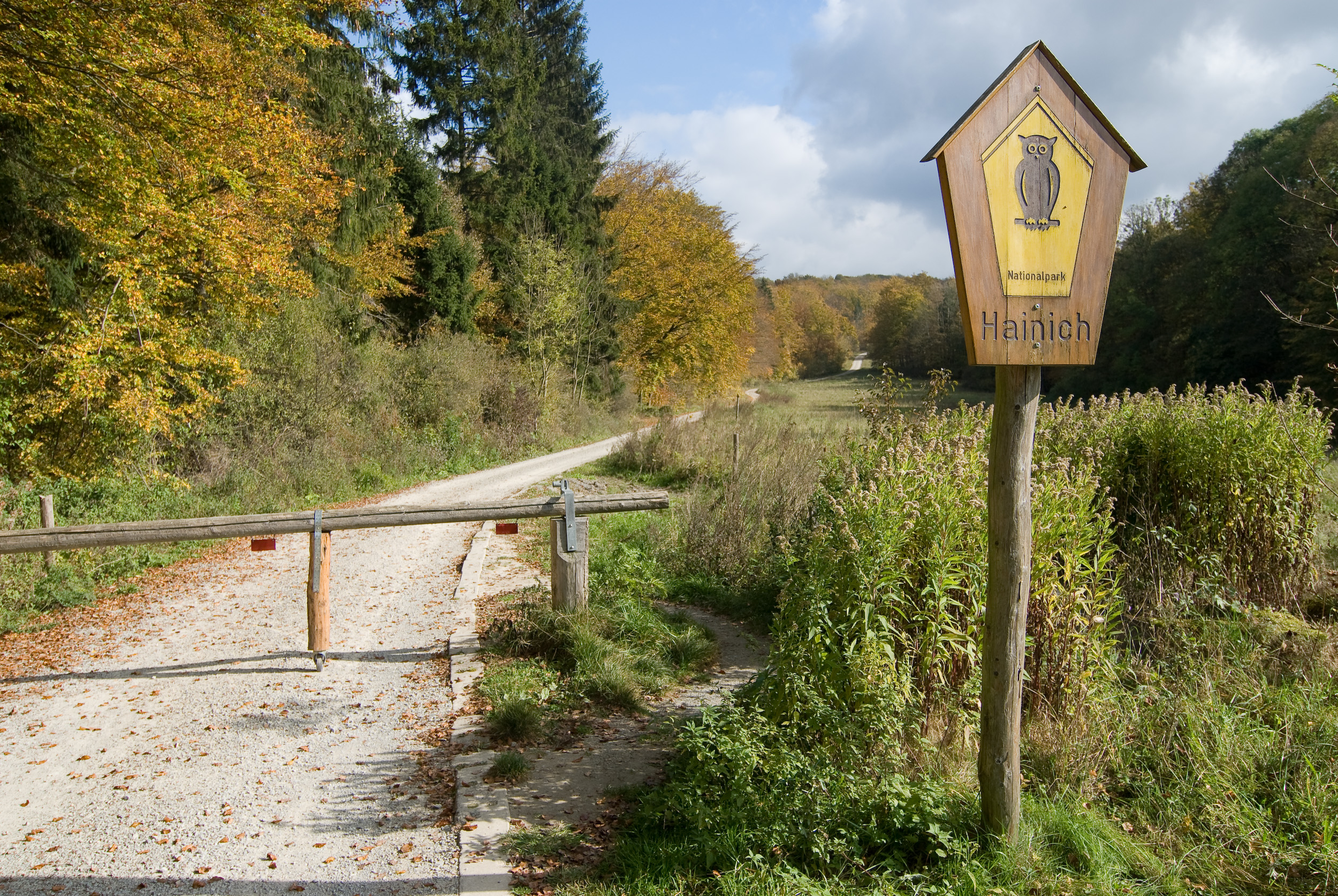
Вхід до національного парку в Лаутербасі
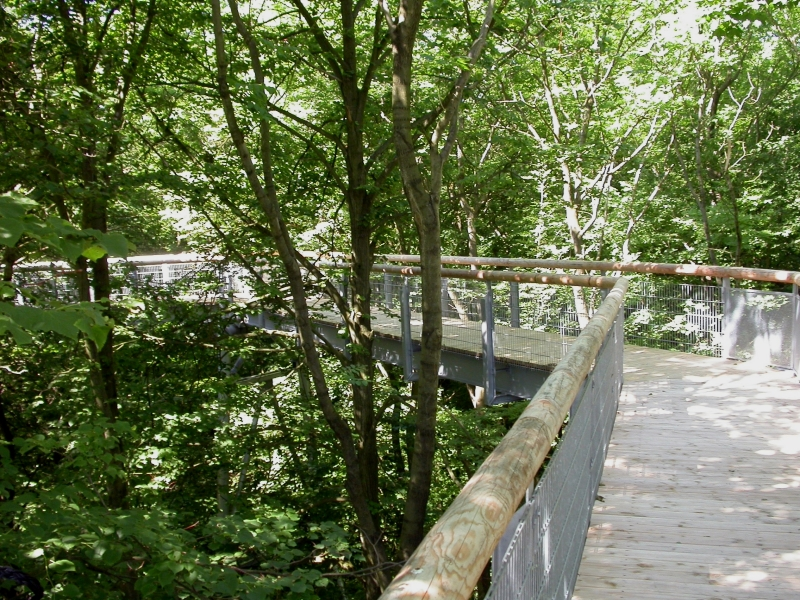
Підвісна доріжка через ліс (підйом 10–24 m / 33–79 ft)
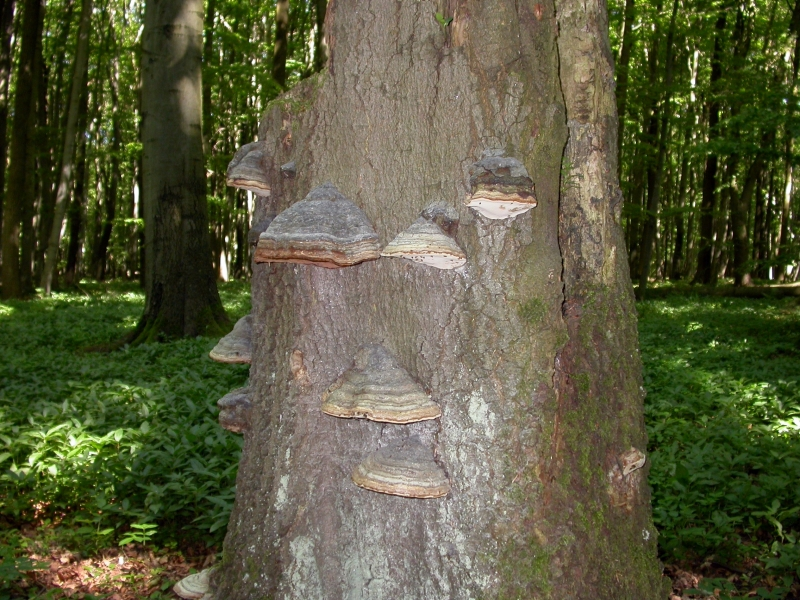
Деревний гриб
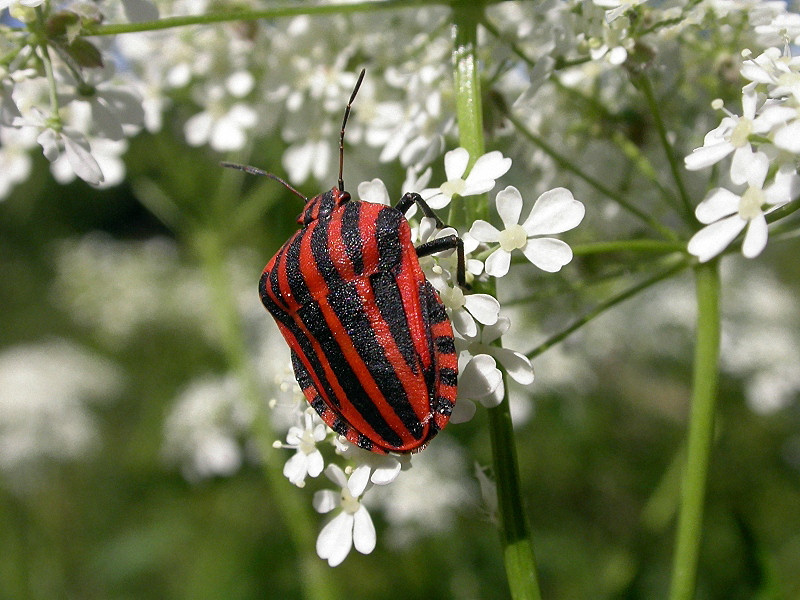
Щитник італійський
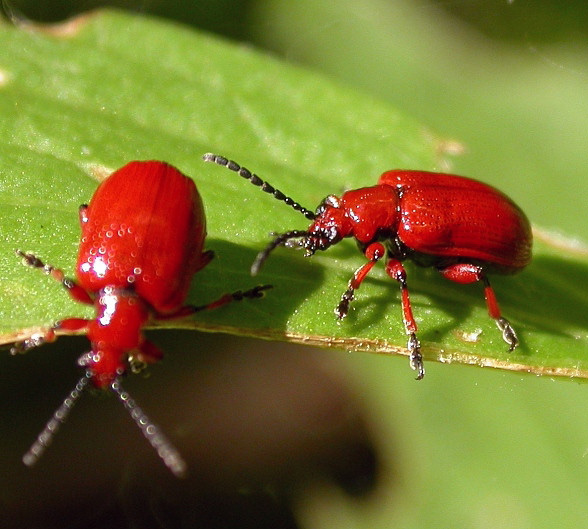
Цибулева тріскачка
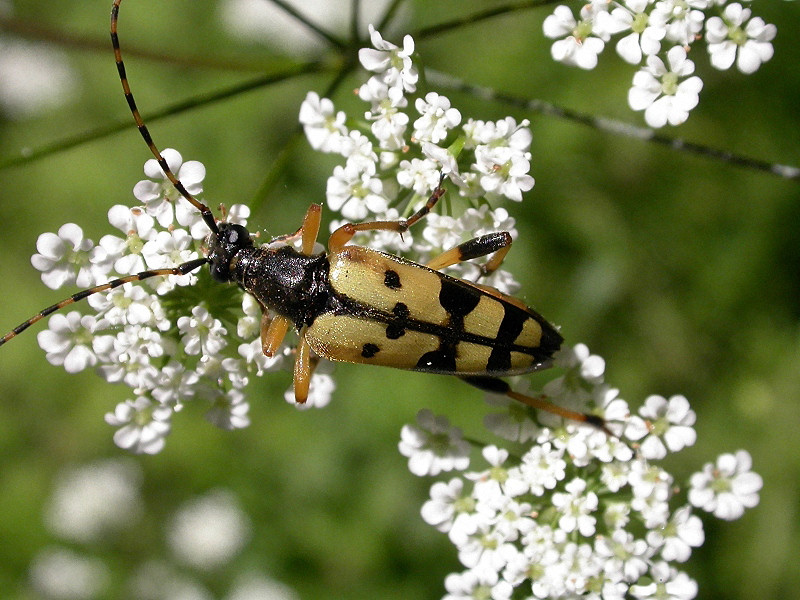
Лептура плямиста

## Фільми
- Nationalpark Hainich: ein Urwald in der Mitte Deutschlands. Документальний фільм, 30 хв., Німеччина, 1999, режисери Пітер і Стефан Сіманк, виробництво: Simank-Filmproduktion, Дрезден. Резюме Mitteldeutscher Rundfunk